# Hieracium dentulum
Hieracium dentulum là một loài thực vật có hoa trong họ Cúc. Loài này được (E.F.Linton) P.D.Sell mô tả khoa học đầu tiên năm 2006.